# Władimir Szainski
Władimir Jakowlewicz Szainski (ros. Влади́мир Я́ковлевич Шаи́нский; ur. 12 grudnia 1925 w Kijowie w Ukraińskiej SRR, ZSRR, zm. 25 grudnia 2017) – radziecki kompozytor. Autor piosenek dla dzieci oraz muzyki do radzieckich filmów animowanych, m.in. cyklu filmów lalkowych o Kiwaczku, skąd pochodzi np. urodzinowa „Piosenka krokodyla Gieny”.

## Życiorys
Niektóre z zamieszczonych tu informacji wymagają weryfikacji.
Dokładniejsze informacje o tym, co należy poprawić, być może znajdują się w dyskusji tej sekcji.
 Po wyeliminowaniu niedoskonałości należy usunąć szablon [[Szablon:Dopracować|]] z tej sekcji.
Wykształcenie muzyczne rozpoczął w 1936 roku w klasie skrzypiec Konserwatorium w Kijowie. W wyniku wojny wyemigrował z rodziną do Taszkentu, gdzie kontynuował naukę do 1943 roku, kiedy to został powołany do wojska. Po wojnie dalej uczył się w Konserwatorium moskiewskim na wydziale orkiestrowym. Karierę muzyczną rozpoczął w 1949 roku, współpracując z wieloma orkiestrami estradowymi i komponując. W 1965 roku ukończył dodatkowo naukę na wydziale kompozytorskim Konserwatorium w Baku.
Do 2003 roku mieszkał i tworzył w Moskwie, następnie wyemigrował do Izraela, a w 2007 roku przeniósł się do USA.

## Twórczość
Niektóre z zamieszczonych tu informacji wymagają weryfikacji.
Dokładniejsze informacje o tym, co należy poprawić, być może znajdują się w dyskusji tej sekcji.
 Po wyeliminowaniu niedoskonałości należy usunąć szablon [[Szablon:Dopracować|]] z tej sekcji.
Władimir Szainski skomponował m.in. symfonię, kilka musicali oraz ponad 300 piosenek. Przeważają wśród nich utwory dla dzieci, wiele z nich niezwykle popularnych w krajach byłego ZSRR. Z popularnej twórczości artysty pochodzą jednak też np. rosyjskojęzyczne piosenki z repertuaru Anny German. Szainski skomponował również muzykę do wielu piosenek w języku jidisz, wykonywanych przez zespoły klezmerskie.
Pochowany na Cmentarzu Trojekurowskim w Moskwie.

## Muzyka filmowa

### Filmy fabularne
- 1975: Finist – dzielny sokół
- 1985: Uwaga! Do wszystkich posterunków...

### Filmy animowane
- 1969: Antoszka
- 1970: Bobry
- 1971: Kiwaczek
- 1974: Szapoklak
- 1974: Mały szop
- 1980: Prezent dla zająca
- 1981: Mamucia mama
- 1983: Kiwaczek idzie do szkoły

## Odznaczenia i nagrody
- Order „Za zasługi dla Ojczyzny” IV klasy (2005)[3]
- Order Honoru (2001)[4]
- Order Przyjaźni (1995)[5]
- Nagroda Państwowa ZSRR (1981)
- Nagroda Leninowskiego Komsomołu (1980)[6]